# White Zombie
White Zombie — американський метал-гурт, що з'явився в 1985 році у Нью-Йорку, і припинив існування у 1998 році.
До їхніх найвідоміших пісень належать «Thunder Kiss '65», «Black Sunshine» та «More Human than Human». У 2000 році White Zombie були включені до 100 найвидатніших артистів гардроку за думкою VH1 під номером 56.

## Музичний стиль
Гурт спочатку грав нойз-рок, пізніше перейшовши до гевіметалу, індастріал-металу та грув-металу. Лірика пісень здебільшого заснована на фільмах жахів категорії Б.

## Склад
- Роб Зомбі — вокал (1985—1998)
- Шона Айсолт — бас (1985—1998)
- Джей Юендґер — гітара (1989—1998)
- Джон Темпеста — ударні (1994—1998)

## Дискографія
- 1987 — «Soul-Crusher»
- 1989 — «Make Them Die Slowly»
- 1992 — «La Sexorcisto: Devil Music Volume One»
- 1995 — «Astro-Creep: 2000»[2]